# Mike Seeger

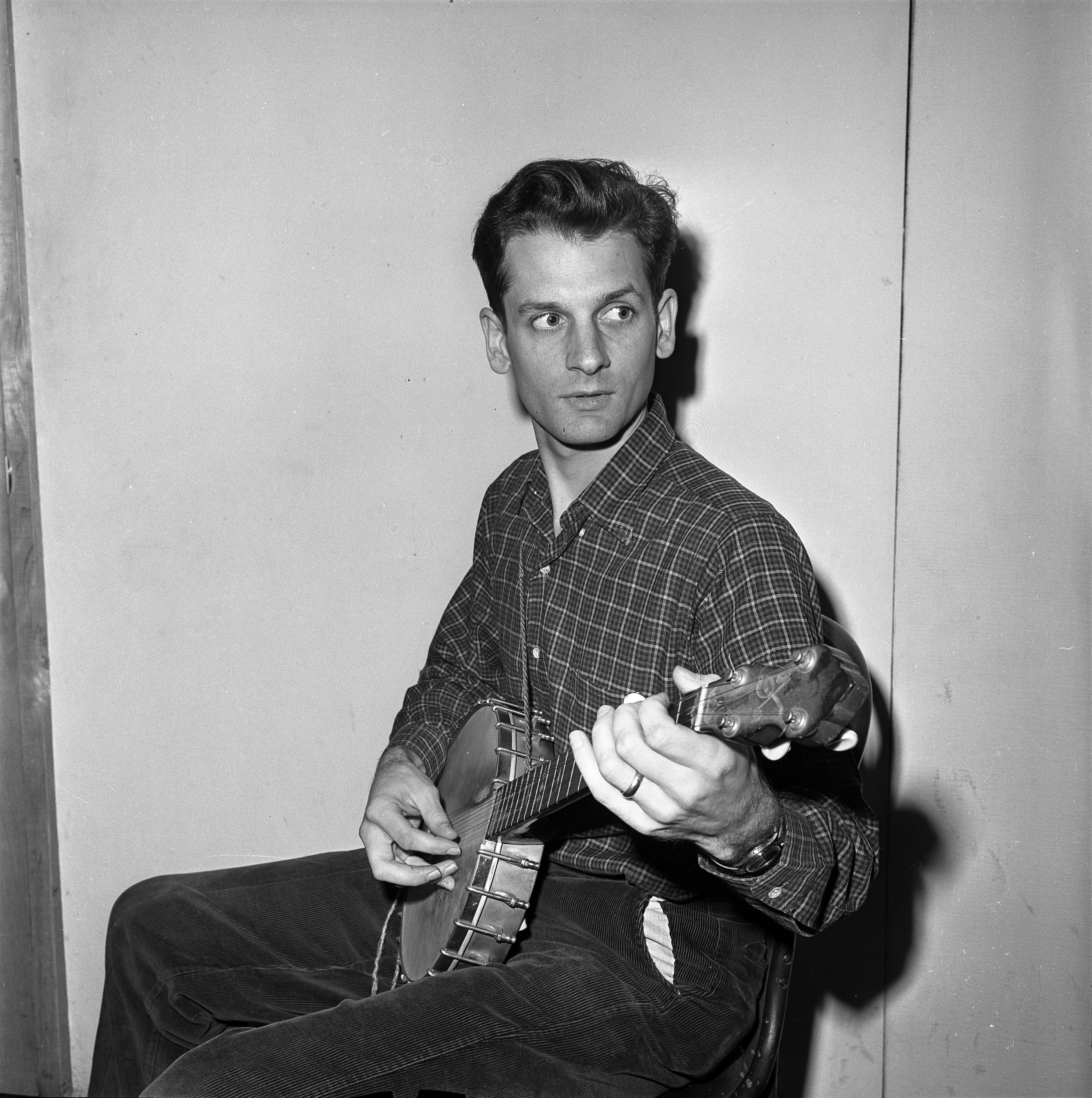
Mike Seeger (1964)

Mike Seeger (* 15. August 1933 in New York City, New York, USA; † 7. August 2009 in Lexington, Virginia, USA) war ein US-amerikanischer Folkmusiker und Folklorist. Der Sänger und Multiinstrumentalist spielte unter anderem Autoharp, Banjo, Geige, Hackbrett, Gitarre, Mandoline, Dobro, Maultrommel und Panflöte. Neben eigenen Aufnahmen, solo oder mit seinen Bands oder Musikerkollegen, produzierte er zahlreiche Aufnahmen traditioneller Musiker.

## Biografie
Seeger wurde in New York geboren und wuchs in Maryland und Washington D.C. auf. Sein Vater, Charles Louis Seeger Jr., war Komponist und Ethnomusikologe, der sich sowohl mit amerikanischer Volksmusik als auch mit nicht-westlicher Musik beschäftigte. Seine Mutter, Ruth Crawford Seeger, war Komponistin. Mike Seeger hatte drei Halbbrüder aus der ersten Ehe seines Vaters; der jüngste davon war der Folkmusiker und Aktivist Pete Seeger. Mike Seeger war das älteste Kind aus der zweiten Ehe seines Vaters mit Ruth Seeger; das Paar hatte auch drei Töchter. Seegers Schwester Peggy Seeger, ebenfalls eine bekannte Folksängerin, heiratete den britischen Folksänger Ewan MacColl, und seine Schwester Penny heiratete John Cohen, ein Mitglied von Seegers Musikgruppe New Lost City Ramblers.
Die Familie Mike Seegers zog 1935 oder 1936 nach Washington D.C., nachdem sein Vater in die Resettlement Administration berufen worden war. Während ihres Aufenthalts in Washington arbeitete Ruth Seeger eng mit John und Alan Lomax am Archive of American Folk Song der Library of Congress zusammen.
Mike Seeger begann früh, Saiteninstrumente zu spielen. Etwa im Alter von 20 Jahren begann er, traditionelle Lieder auf Tonband zu sammeln. Musiker wie Leadbelly, Woody Guthrie, John Jacob Niles und andere waren häufige Gäste im Haus der Seegers. 1957 nahmen Mike Seeger und seine Schwestern Penny, Peggy und Barbara das Album American Folk Songs für Folkways Records auf. Im gleichen Jahr produzierte er das erste Album der damals bereits über 60-jährigen Elizabeth „Libba“ Cotten, die in der Familie als Kindermädchen und Haushaltshilfe gearbeitet hatte.
1958 war er Mitbegründer der New Lost City Ramblers, einer Old-Time-Stringband in New York City. Zu den weiteren Gründungsmitgliedern gehörten John Cohen und Tom Paley. Paley verließ die Gruppe 1962 und wurde durch Tracy Schwarz ersetzt. Tracy war auch in Mike Seegers anderer Band, den Strange Creek Singers, ins Leben gerufen Ende der 1960er Jahre. Ebenfalls in dieser Band als Sängerin und Gitarristin war Alice Gerrard, die Mike Seeger 1970 heiratete. Weitere Mitglieder der Strange Creek Singers waren die Bassistin und Sängerin Hazel Dickens und der Banjospieler Lamar Grier.
Neben seiner Zeit mit den Bands trat Seeger weltweit als Solist auf. Er war ein beliebter Moderator und Performer bei traditionellen Musikveranstaltungen. Er machte eigene Aufnahmen und produzierte zahlreiche Aufnahmen traditioneller Musiker. Er sammelte und dokumentierte traditionelle Musik auch in Videos. 1970 wurde er Leiter der Smithsonian Folklife Company.
Acht Tage vor seinem 76. Geburtstag starb Mike Seeger am 7. August 2009 in seinem Haus in Lexington, Virginia, an Krebs.

## Auszeichnungen (Auswahl)
- sechs Grammy-Nominierungen[6][9]
- vier Stipendien des National Endowment for the Arts, darunter ein National Heritage Fellowship 2009[7], die höchste Auszeichnung der US-Regierung im Bereich der traditionellen Künste[6]
- 2018: posthum Aufnahme in die International Bluegrass Music Hall of Fame[10]